# Keratoisis flabellum
Keratoisis flabellum är en korallart som först beskrevs av Nutting 1908.  Keratoisis flabellum ingår i släktet Keratoisis och familjen Isididae. Inga underarter finns listade i Catalogue of Life.